# Rain on Me (Lady Gaga e Ariana Grande)
Rain on Me è un singolo delle cantanti statunitensi Lady Gaga e Ariana Grande, pubblicato il 22 maggio 2020 come secondo estratto dal sesto album in studio di Lady Gaga Chromatica.

## Descrizione
Quarta traccia dell'album, Rain on Me è stato scritto dalle due cantanti insieme a BloodPop, Tchami, Matthew Burns, Nija Charles e Rami Yacoub ed interpola la linea del basso di All This Love That I'm Giving, canzone della cantante Gwen McCrae del 1979. Musicalmente è stato descritto dalla critica specializzata come un brano dance pop, elettropop, house e disco, ed è stato composto in chiave Do diesis minore con un tempo di 123 battiti per minuto.

## Promozione
Lady Gaga ha menzionato per la prima volta il brano il 16 marzo 2020 in occasione di un'intervista concessa a Paper, non facendo però alcun riferimento alla collaborazione con Grande. In seguito, approfondendo sulla genesi della canzone, la cantante ha specificato che aveva lavorato assieme ad «un'amica pop star che aveva appena vissuto un grave trauma sotto gli occhi del pubblico», alludendo all'attentato di Manchester del 22 maggio 2017, avvenuto al termine di un concerto di Grande durante il suo Dangerous Woman Tour. Entrambe le artiste hanno poi annunciato la canzone il 15 maggio 2020; non a caso è stata scelta come data di pubblicazione il 22 maggio 2020, giorno del terzo anniversario dall'attacco.
Le due cantanti hanno eseguito dal vivo il brano il 30 agosto 2020 in occasione degli annuali MTV Video Music Awards come parte di un medley di Lady Gaga.

## Accoglienza
Adam White, scrivendo per The Independent, ha descritto Rain on Me come «tre minuti di melodramma euforico» e un «trionfo teatrale e rigenerante». Joey Nolfi di Entertainment Weekly l'ha definita una «banger terapeutica» mentre Althea Legapsi di Rolling Stone ne ha notato il «ringiovanimento». Alexa Camp per Slant Magazine ha paragonato il brano positivamente al singolo precedente di Gaga Stupid Love. Craig Jenkings di Vulture ha elogiato la voce delle due interpreti e il ritmo del brano.

### Riconoscimenti di fine anno
- 1º — Billboard[32]
- 1º — The Guardian[33]
- 5º — The New York Times (Lindsay Zoladz)[34]
- 11º — Pitchfork[35]
- 18º — Uproxx[36]
- 20º — NME[37]
- 39º — Consequence[38]
- 41º — Genius[39]
- Top 50 — Los Angeles Times[40]
- Meglio del 2020 — BBC[41]
- Meglio del 2020 — Teen Vogue (Chantal Waldholz)[42]
- Meglio del 2020 — Vogue[43]

## Video musicale
Il video musicale, uscito in concomitanza con il singolo tramite il canale YouTube di Lady Gaga, è stato diretto dal regista Robert Rodriguez. Il video è stato girato a Los Angeles poco prima della quarantena imposta dal governo per contrastare la pandemia di COVID-19. Il regista Robert Rodriguez aveva già lavorato con Gaga nei film Machete Kills e Sin City - Una donna per cui uccidere.

### Sinossi
Il video inizia con Gaga stesa a terra in una posa che riprende quella della copertina di Chromatica con un pugnale bloccato nella sua coscia, che successivamente estrae. La cantante, in un vestito rosa e con stivali a tacco alto, guida una troupe di ballerini vestiti tutti nel medesimo colore mentre Grande indossa un abito viola e uno nero, anche lei con il suo rispettivo gruppo di ballerini in viola.
In seguito si riuniscono per ballare in una grande arena durante un temporale; Gaga sfoggia la caratteristica coda di cavallo di Grande mentre quest'ultima porta i capelli sciolti. Ci sono anche primi piani di Gaga con la pioggia che le cola sul viso e una scena in cui le due interpreti si tengono per mano con capelli di lunghezza simile a quelli di Sailor Moon che fluttuano nel vento, dietro di loro. Il video termina con le due cantanti, sorridenti, che si abbracciano.

### Accoglienza
Amy Mackelden di Harper's Bazaar ha definito il video «a dir poco iconico», elogiandone i cambi di costume e i passi di danza. Secondo Stefanee Wang di Nylon, il video rispecchia l'immagine della canzone: «un caso convincente che, quando il mondo cade, la società dovrebbe davvero diventare una grande festa da ballo». Brendan Wetmore, scrivendo per Paper, ha trovato il video «altrettanto brillante quanto il singolo». I critici hanno trovato nel video ispirazione a Blade Runner, Mortal Kombat e Bayonetta.

## Tracce
Testi e musiche di Lady Gaga, BloodPop, Matthew Burns, Nija Charles, Rami Yacoub, Martin Joseph Léonard Bresso e Ariana Grande.
Download digitale
1. Rain on Me – 3:02

Download digitale – Instrumental
1. Rain on Me (Instrumental)

CD, MC, 7"
1. Rain on Me
2. Rain on Me (Instrumental)

Download digitale – Purple Disco Machine Remix
1. Rain on Me (Purple Disco Machine Remix - Edit) – 3:58
2. Rain on Me (Purple Disco Machine Remix) – 6:34

Download digitale – Ralphi Rosario Remix
1. Rain on Me (Ralphi Rosario Remix - Edit) – 3:58
2. Rain on Me (Ralphi Rosario Remix) – 7:31

## Formazione
Hanno partecipato alle registrazioni, secondo le note di copertina:
Musicisti
- Lady Gaga – voce
- Ariana Grande – voce
- Matthew Burns – batteria, basso, tastiera, chitarra
- Leddie Garcia – percussioni
- Rachel Mazer – sassofono

Produzione
- BloodPop – produzione
- Burns – produzione
- Tchami – produzione aggiuntiva
- Benjamin Rice – produzione vocale, registrazione, missaggio
- Tom Norris – missaggio
- E. Scott Kelly – assistenza al missaggio
- Randy Merrill – mastering

## Successo commerciale

### America del Nord
Rain on Me ha esordito alla vetta della Billboard Hot 100, diventando la quinta numero uno di Lady Gaga e la quarta di Ariana Grande. È divenuta la seconda canzone a debuttare direttamente al primo posto per Lady Gaga e la quarta per Grande, rendendo così quest'ultima l'artista ad esserci riuscita più volte in assoluto, superando Justin Bieber, Drake e Mariah Carey. Gaga ha invece completato il periodo più lungo tra due debutti in cima (record precedentemente detenuto da Bieber) ed ha eguagliato Carey e Beyoncé come uniche artiste ad avere una numero uno nei decenni 2000, 2010 e 2020. È inoltre diventata la settima collaborazione femminile in cima alla classifica e la prima a sostituirne un'altra, detronizzando Savage di Megan Thee Stallion. Nella sua prima settimana ha venduto 72 000 copie pure, rendendola l'ottava numero uno digitale di Gaga e la settima della Grande. Ha inoltre accumulato 31,4 milioni di riproduzioni in streaming, esordendo in questo modo alla 2ª posizione della Streaming Songs, e un'audience radiofonica pari a 11,1 milioni. La settimana successiva è sceso al 5º posto, seppur garantendo il suo debutto nella Radio Songs al 41º posto grazie ad un'audience radiofonica equivalente a 17,6 milioni e registrando un calo sia degli stream del 36% a 20 milioni che delle vendite pure a 6 000. Durante la terza settimana è calato alla 10ª posizione, nonostante abbia aumentato gli ascoltatori radiofonici a 24,2 milioni.
In Canada il singolo ha fatto il suo ingresso in vetta alla Billboard Canadian Hot 100, dopo essere risultato il più ascoltato sulle piattaforme streaming nonché il più comprato della settimana in territorio canadese. È così divenuta la settima numero uno nella Canadian Digital Songs per Lady Gaga e la sesta per Grande. Con il suo debutto al numero uno nella Canadian Streaming Songs, è diventata la prima numero uno di Gaga e la quarta della Grande.

### Europa
Nella Official Singles Chart britannica ha debuttato al vertice con 70 132 unità distribuite durante la sua prima settimana, di cui 60 234 provenienti dalle riproduzioni streaming, segnando il quarto debutto settimanale più grande dell'anno nel paese e il maggiore in assoluto in termini di streaming per una collaborazione femminile, grazie a 8,1 milioni di ascolti. È diventata la sesta numero uno per entrambe le artiste e la prima collaborazione femminile a riuscirci da Bang Bang di Jessie J, la stessa Grande e Nicki Minaj del 2014; le due interpreti sono quindi salite al 10º posto nella lista degli artisti ad aver ottenuto più canzoni al primo posto in questa classifica, a pari merito dei Blondie, Boyzone, Britney Spears, David Guetta, Drake, Queen, The Shadows, Slade, Rod Stewart e delle Sugababes. Nella seconda settimana è scesa di una posizione con ulteriori 56 621 unità, registrando un calo di vendite del 19,3%. In Irlanda ha esordito in vetta alla Irish Singles Chart, registrando il più grande debutto del 2020 nel territorio. È divenuto la settima numero uno di Lady Gaga e la sesta di Ariana Grande, rendendo quest'ultima l'artista femminile ad averne accumulate di più nell'ultimo decennio, eguagliando così Rihanna.

### Australia
In Australia la canzone è entrata al 2º posto, regalando a Gaga la sua quattordicesima top ten e a Grande la sua quindicesima.

## Classifiche

### Classifiche settimanali
| Classifica (2020) | Posizione massima |
| ----------------- | ----------------- |
| Argentina         | 35                |
| Australia         | 2                 |
| Austria           | 8                 |
| Belgio (Fiandre)  | 5                 |
| Belgio (Vallonia) | 10                |
| Brasile           | 2                 |
| Bulgaria          | 2                 |
| Canada            | 1                 |
| Colombia          | 8                 |
| Corea del Sud     | 122               |
| Costa Rica        | 7                 |
| Croazia           | 1                 |
| Danimarca         | 14                |
| Estonia           | 2                 |
| Finlandia         | 4                 |
| Francia           | 12                |
| Germania          | 9                 |
| Giappone          | 16                |
| Grecia            | 1                 |
| Irlanda           | 1                 |
| Islanda           | 24                |
| Italia            | 5                 |
| Libano            | 2                 |
| Lituania          | 2                 |
| Malaysia          | 2                 |
| Messico           | 4                 |
| Norvegia          | 7                 |
| Nuova Zelanda     | 2                 |
| Paesi Bassi       | 9                 |
| Polonia           | 3                 |
| Portogallo        | 5                 |
| Regno Unito       | 1                 |
| Repubblica Ceca   | 4                 |
| Romania           | 77                |
| Russia            | 3                 |
| Singapore         | 1                 |
| Slovacchia        | 4                 |
| Slovenia          | 1                 |
| Spagna            | 8                 |
| Stati Uniti       | 1                 |
| Svezia            | 8                 |
| Svizzera          | 5                 |
| Ucraina           | 56                |
| Ungheria          | 4                 |

### Classifiche di fine anno
| Classifica (2020) | Posizione |
| ----------------- | --------- |
| Australia         | 35        |
| Austria           | 73        |
| Belgio (Fiandre)  | 30        |
| Belgio (Vallonia) | 60        |
| Canada            | 27        |
| Croazia           | 26        |
| Francia           | 193       |
| Germania          | 99        |
| Irlanda           | 20        |
| Italia            | 79        |
| Paesi Bassi       | 62        |
| Polonia           | 98        |
| Portogallo        | 108       |
| Regno Unito       | 17        |
| Russia            | 120       |
| Slovenia          | 11        |
| Stati Uniti       | 48        |
| Svizzera          | 63        |
| Ungheria          | 42        |
| Classifica (2021) | Posizione |
| Croazia           | 16        |
| Regno Unito       | 99        |

## Riconoscimenti
- Grammy Awards[111]
  - 2021 – Miglior interpretazione pop di un duo o un gruppo

- MTV Video Music Awards[112]
  - 2020 – Canzone dell'anno
  - 2020 – Miglior collaborazione
  - 2020 – Miglior fotografia
  - 2020 – Candidatura al video dell'anno
  - 2020 – Candidatura alla miglior coreografia
  - 2020 – Candidatura ai migliori effetti speciali